# تيلوريون
تيلوريون (تنطق أيضًا تيلوريان، تيلوريوم، واسم آخر هو loxocosm)، هي ساعة، عادةً من أصل فرنسي أو سويسري، تعلوها آلية تصور كيف أن النهار والليل والفصول ناتجة عن دوران الأرض وتوجيهها على محورها ومدارها حول الشمس. تعرض الساعة أيضًا عادةً عمر القمر والتقويم الدائم ذي الأربع سنوات.
إنه مرتبط بالجبال، والذي يوضح المواضع والحركات النسبية للكواكب والأقمار في النظام الشمسي في نموذج مركزية الشمس. كلمة تيلوريون مشتقة من الكلمة اللاتينية tellus، والتي تعني «الأرض».
- تيلوريون صنع عام 1766، إستخدمه جون وينثروب (1714-1779) لتدريس علم الفلك في جامعة هارفارد
- تم صنع تيلوريون بين عامي 1700 و1725، معروضًا في متحف الفنون والحرف، باريس